# Psychopathologie
Psychopathologie (von griechisch ψυχή psyche, „Seele“, und πάθος pathos, „Leiden(schaft), Krankheit“, die „Lehre von den Leiden der Seele“) ist ein Teilbereich der Psychiatrie und der Klinischen Psychologie.
Sie kann als Lehre von den psychischen Störungen auf Symptom- und Syndromebene bezeichnet werden.
Im engeren Sinn ist sie eine wissenschaftliche Methodik zur Erfassung, Beschreibung und Einordnung von u. a. Erlebens- und Verhaltensweisen eines als psychisch krank geltenden Menschen.
Sie führt zu einem psychopathologischen Befund als Baustein für eine diagnostische Zuordnung, für Begutachtung oder für Verlaufsbeurteilungen im Rahmen einer Therapie.
Neben der Benennung und Aufzählung einzelner psychischer Auffälligkeiten und deren Ordnung zu Symptomkomplexen (Syndromen) sucht sie auch einen Bezug zur lebensgeschichtlichen Entwicklung, zu sozialen Gegebenheiten sowie zu gesunden Persönlichkeitsanteilen.
Der Begriff „Psychopathologie“ wurde im 19. Jahrhundert geprägt. Er umfasst in seiner Geschichte durchaus kontroverse Konzepte, ist aber grundsätzlich zu unterscheiden von der somatisch orientierten Pathologie. „Psychopathologie“ und „Pathopsychologie“ werden in der Regel synonym benutzt.

## Zu untersuchende psychische Funktionen
Folgende psychische Funktionen werden dabei u. a. untersucht:
- Bewusstsein und Denken
- Gefühls- und Gemütsleben (Affekte)
- Ich-Erleben
- Wahrnehmung
- Persönlichkeit
- Antrieb und Psychomotorik
- Orientierung
- Konzentration und Gedächtnis.

Psychopathologie kann als wissenschaftliche Methodenlehre der Psychiatrie verstanden werden, wobei psychologische Denkkategorien auf psychische Krankheiten angewendet werden. Untersucht wird somit die psychische Seite hinter abnormen seelischen Phänomenen und Zuständen. Es wird damit ein Vokabular bereitgestellt, um psychische Symptome möglichst genau beschreiben, klassifizieren und teilweise auch erklären zu können.
Psychopathologie wird als Teilgebiet der Psychiatrie meist an medizinischen Fakultäten unterrichtet; an einigen Universitäten jedoch auch als Teilgebiet der Klinischen Psychologie.

## Diagnostik
Die psychopathologischen Symptome (einzelne Krankheitszeichen) und Syndrome (Gruppen von Krankheitszeichen) bilden ein wichtiges Instrumentarium für die psychiatrische und psychologische Diagnostik. Die Ergebnisse davon werden im psychopathologischen Befund festgehalten.

## Katalogisierung von Symptomen
Durch das System der Arbeitsgemeinschaft für Methodik und Dokumentation in der Psychiatrie (AMDP-System) wurde eine umfassende Katalogisierung der großen Zahl von Störungssymptomen vorgenommen. Dabei ergab sich folgende Gliederung:
- Bewusstseinsstörungen
- Orientierungsstörungen
- Aufmerksamkeits- und Gedächtnisstörungen
- Denkstörungen
- Befürchtungen und Zwänge
- Wahn
- Sinnestäuschungen
- Ich-Störungen
- Störungen der Affektivität
- Antriebs- und psychomotorische Störungen
- andere Störungen

Jede dieser Symptomgruppen enthält wiederum mehrere, genauer spezifizierte Symptome.

## Gesundheit, Krankheit und Störung
In der modernen Psychiatrie und Psychotherapie wird anstelle von Krankheit bevorzugt von Störung (untergliedert in psychische Störung und Verhaltensstörung) gesprochen, weil das Wort Krankheit stigmatisieren kann. Zudem handelt es sich bei den bisherigen Beschreibungen psychischer Störungen streng genommen nur um Symptomkombinationen (Syndrome), aber nicht um Krankheiten im klassischen medizinischen Sinne (wie z. B. Infektionskrankheiten). Der Begriff Krankheit wäre nur dann angemessen, wenn Ursachen, Symptommuster, Verlauf, Behandlung etc. bekannt und eindeutig wären. Das jedoch ist bei keinem der heutigen Syndrome der Fall, die in Psychiatrie und klinischer Psychologie behandelt werden.
Zur Annäherung an eine Definition werden u. a. folgende Punkte untersucht:
- statistische Seltenheit,
- unangemessene Reaktionen,
- Leidensdruck,
- Verletzung der sozialen Norm

Sind einige dieser genannten Kriterien erfüllt, kann eine psychische Störung oder eine Verhaltensstörung angenommen werden. Zur genauen Feststellung bedarf es jedoch einer detaillierten Erhebung der Krankengeschichte (Anamnese) und Abgrenzung von anderen Krankheitsbildern (Differenzialdiagnostik). Nach der genauen, weiteren Erkundung (Exploration) von möglichen Krankheitssymptomen wird mit Hilfe eines Klassifikationssystems (ICD-11 oder DSM-5) die passende Diagnose gestellt. Eine Diagnose dient auch der Auswahl von Therapiemethoden.

## Psychopathologie vs. Pathologie
Während Pathologie (Pathologische Anatomie) die körperlichen Aspekte von Kranksein und Krankheit untersucht, befasst sich die Psychopathologie mit deren psychischen Bedingungen. Da Psychopathologie auch die körperlichen Auswirkungen auf seelisches Befinden umfasst, ist eines ihrer Hauptgebiete die psychophysische Korrelation, d. h. der Zusammenhang von körperlicher und seelischer Auffälligkeit. Es besteht auch heute noch in der Medizin eine Konkurrenz verschiedener Theorien, die sich aus dem dialektisch seit über 2000 Jahren ungeklärten Leib-Seele-Problem ergibt. Der geschichtlich wichtigste Zusammenhang ist der von Psychopathologie und Neurologie. Hieraus entwickelten sich die historisch bedeutsamen Positionen der Somatiker.
Aus der Kenntnis neurologischer Gesetzmäßigkeiten haben sich bedeutende Fortschritte der Psychopathologie ergeben, z. B. auf dem Gebiet der Leistungspsychologie unter Zugrundelegung des Reflexbogens. Therapeutisch konnten sich diese Vorstellungen als lerntheoretische Grundlage der Verhaltenstherapie bewähren (Pawlow). Umgekehrt haben die Ergebnisse psychopathologischer Untersuchungen auch die Entwicklung der herkömmlichen (körperlichen) Medizin begünstigt (Psychosomatische Medizin). Methodische Unterschiede bestehen z. B. in den gegensätzlichen Sichtweisen des Aufwärts- und Abwärtseffekts für die Entstehung von Krankheiten. Aufwärtseffekt bedeutet hier die Verursachung von psychischen Krankheiten durch körperliche Veränderungen. Abwärtseffekt heißt dementsprechend körperliche Krankheitsentwicklung durch seelische Auffälligkeiten. Dieses Konzept vertritt das Prinzip der Wechselwirkungen zwischen Leib und Seele. Es gilt heute als am wahrscheinlichsten (Schischkoff 1982). Pathologie und Psychopathologie konnten beide wesentliche Beiträge zur Krankheitslehre (Nosologie) erbringen. Sowohl die Abgrenzung beider Gebiete als auch deren Zusammenschau erbrachte also deutliche Vorteile für beide Seiten.
Als nachteilig ist die Überbewertung einer von beiden Disziplinen anzusehen. Dies wäre auf der einen Seite der Standpunkt des Materialismus, der in der Krankheitslehre begrifflich als Maschinenparadigma bekannt geworden ist, andererseits die Haltung des Psychologismus, die hauptsächlich zur Zeit der Romantik aufkam. Medizingeschichtlich sind in dieser Zeit auch die Standpunkte als die der Psychiker und Somatiker bedeutsam geworden. Allerdings dürfen die Psychiker nicht mit den psychologisierenden Theoretikern des Psychologismus verwechselt werden. Sie vertraten ein eher erzieherisches Konzept. Als Neurologisierung wäre die Überbetonung neurologischer Aspekte für die Psychopathologie zu nennen, wie sie z. B. von Wilhelm Griesinger vertreten wurde mit seinem Fazit: „Geisteskrankheiten sind Gehirnkrankheiten“. Sein Standpunkt wäre demnach als der eines Somatikers zu bezeichnen.

## Geschichtliches
Die Geschichte der Psychopathologie ist eng mit der Geschichte der Psychiatrie verbunden. Die Anfänge der Psychopathologie können schon in der Antike, z. B. in Aristoteles Werk de anima veranschlagt werden. Die neuere Psychopathologie hat ihren Anfang im 19. Jahrhundert. Der Begriff wurde erstmals 1878 vom Freiburger Psychiater Hermann Emminghaus geprägt. Systematisch wurde die Psychopathologie von Karl Jaspers aufbereitet, u. a. in seinem Lehrbuch Allgemeine Psychopathologie (1913). Kurt Schneider entwickelte u. a. eine Systematik der Klinischen Psychopathologie. Eine Studie von Sigmund Freud behandelt eine Psychopathologie des Alltagslebens.
Die zunehmend wissenschaftlich fundierte Ausgestaltung der Krankheitsklassifikationssysteme ICD (Internationale Klassifikation der Krankheiten) und DSM (Diagnostic and Statistical Manual of Mental Disorders) ist ein Spiegelbild der neueren Entwicklungen der Psychopathologie die Krankheitsdiagnosen betreffend.